# 上海公共租界戈登路捕房
戈登路捕房（英語：Gordon Road Station）是上海公共租界巡捕房下设的14个分区捕房之一。

## 历史
1909年冬，上海公共租界工部局在西区的戈登路511号（今静安区江宁路511号），即戈登路康脑脱路转角处，设立戈登路捕房。
1943年汪精卫政权接收租界，戈登路捕房结束。解放初改为静安税务局办公楼，后为培进中学校舍，静安财贸中专学校教学楼，现为上海商业会计学校静安分校使用。

## 建筑
巡捕房为清水红砖建筑，三层，弧形拱门，红砖外墙，上部四坡红瓦屋顶，整体风格属英式公共建筑。南立面并立三个人字形尖顶，有石雕装饰。底楼中部为主入口，窗框呈大券拱。建筑东立面有人字形尖顶山墙，折中主义建筑。
捕房内曾建有一座锡克教庙宇。2005年被列为上海市第四批优秀历史建筑。